# Beulaville
Beulaville es un pueblo ubicado en el condado de Duplin en el estado estadounidense de Carolina del Norte. En el año 2000 tenía una población de 1.067 habitantes y una densidad poblacional de 283,7 personas por km².

## Geografía
Beulaville se encuentra ubicado en las coordenadas 34°55′25″N 77°46′27″O / 34.92361, -77.77417.

## Demografía
Según la Oficina del Censo en 2000 los ingresos medios por hogar en la localidad eran de $32.059, y los ingresos medios por familia eran $40.347. Los hombres tenían unos ingresos medios de $30.104 frente a los $24.583 para las mujeres. La renta per cápita para la localidad era de $19.571. Alrededor del 15.4% de las familias y del 18.9% de la población estaban por debajo del umbral de pobreza.